# Sergej Korsakov

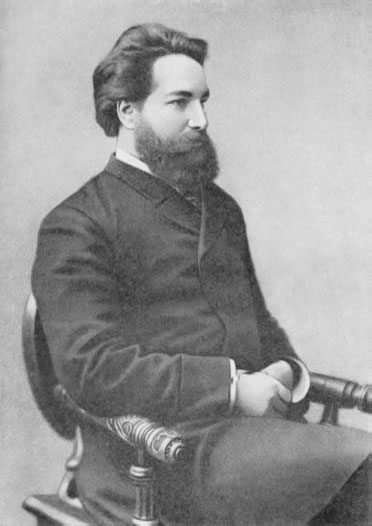
Korsakov in 1885

Sergej Sergejevitsj Korsakov (Russisch: Серге́й Серге́евич Ко́рсаков) (Goes-Chroestalny (gouvernement Vladimir), 22 januari 1854 – Moskou, 1 mei 1900) was een Russisch neuropsychiater.
Sergej Korsakov studeerde geneeskunde aan de Universiteit van Moskou waar hij in 1875 afstudeerde waarna hij ging werken bij een psychiatrisch ziekenhuis. In 1887 promoveerde hij op het proefschrift 'Paralysis alcoholica'. Weer later werd hij hoofd van de nieuwe psychiatrische universiteitskliniek waar hij tevens doceerde.
Naar Korsakov is het syndroom van Korsakov genoemd. Ook was hij degene die het concept paranoia van Emil Kraepelin nauwkeuriger omschreef tot de huidige betekenis.